# 古田靖志
古田 靖志（ふるた やすし、1961年-）は岐阜県出身の温泉コラムニスト。下呂発温泉博物館の名誉館長でもある。

## 人物
- 岐阜県岐阜市黒野小学校校長
- 下呂発温泉博物館名誉館長
- 日本温泉地域学会理事
- 日本温泉科学会の評議員
- 岐阜県地学教育研究会の会長
- 元岐阜県博物館地学担当学芸員
- 元岐阜県先端科学技術体験センター地学担当

## 主な活動
- 主に温泉の自然科学現象についての研究や温泉に関する講演活動を行う。
- 岐阜県博物館の学芸員として、2002年には、日本初の温泉に関する総合的な特別展『温泉展　- 湯の華からのメッセージ -』を企画・開催した。
- 岐阜県博物館の学芸員として、2005年には、特別展『名水・温泉・名勝展　- 大地と水のハーモニー -』を企画・開催した。
- 2004年に下呂温泉に開館した日本初の温泉専門の博物館「下呂発温泉博物館」をつくり、名誉館長に就任した。
- これらの企画を通して「温泉博物学」と称した。

## 編・著作一覧
- 『温泉学入門』 （コロナ社 共著）
- 『日本温泉地域資産』（日本温泉地域学会刊 共著）
- 『おとなのための温泉旅ドリル』（ダイヤモンド社 共著）
- 『温泉の文化誌 -論集温泉学Ⅰ-』（岩田書院 共著）
- 『水と大地のハーモニー』（岐阜県博物館）
- 『温泉手帳』（下呂発温泉博物館）
- 『温泉展　湯の華からのメッセージ』（岐阜県博物館）
- 『温泉の百科事典』（丸善出版　分担執筆）
- 『図説　日本の温泉　170温泉のサイエンス』（朝倉書店　分担執筆）